# Wunderschön (2022)
Wunderschön ist ein Episodenfilm der deutschen Regisseurin und Filmschauspielerin Karoline Herfurth aus dem Jahr 2022. Der Film zeigt mit Humor und Sensibilität in loser Verknüpfung fünf Frauen im Spannungsfeld zwischen angekratztem Selbstbild und vermeintlich notwendiger Selbstoptimierung.
Die Veröffentlichung verzögerte sich wegen der Corona-Pandemie um ein Jahr, sodass der Film erst ab 3. Februar 2022 in den deutschen Kinos lief.

## Handlung
Fünf Frauen unterschiedlichen Alters sind mit ihrem Selbstbild und den Ansprüchen von sich und anderen konfrontiert:
Frauke findet sich in ihren Fünfzigern nicht mehr begehrenswert und fühlt sich von ihrem Mann Wolfgang nicht wahrgenommen.
Ihre Tochter Julie will als Model Karriere machen und versucht mit allen Mitteln, ihren Körper dem Schönheitsideal der Branche entsprechend zu formen.
Leyla, die übergewichtige Tochter von Julies Managerin, fühlt sich so, wie sie ist, von ihrer Mutter nicht angenommen.
Julies Schwägerin Sonja hadert nach zwei Schwangerschaften mit ihrem veränderten Körper und gerät in eine Lebenskrise. Als Mutter setzt sie sich stark unter Druck, doch ihr Mann Milan scheint das nicht wahrzunehmen.
Sonjas beste Freundin, die Lehrerin Vicky, vermittelt ihren Schülerinnen und Schülern, dass Äußerlichkeiten nur ein kleiner Teil dessen sind, was Menschen ausmacht. Sie ist der Überzeugung, dass Frauen und Männer sich niemals auf Augenhöhe begegnen können. Das spürt auch ihr Kollege Franz, der nach einer erotischen Begegnung mit ihr eine gleichberechtigte dauerhafte Beziehung zu ihr aufbauen möchte.

## Produktion
Der Film wurde von der Hellinger / Doll Filmproduktion in Co-Produktion mit Warner Bros. produziert und vom Deutschen Filmförderfonds mit gut einer Million Euro gefördert. Die Filmförderungsanstalt steuerte insgesamt 800.000 Euro bei. Das Medienboard Berlin-Brandenburg förderte den Verleih mit 80.000 Euro.
Gedreht wurde vom 29. Juli bis 13. Oktober 2019.
Wunderschön sollte ursprünglich im Dezember 2020 in Deutschland und der Deutschschweiz anlaufen. Wegen der Corona-Pandemie wurde die Veröffentlichung auf Februar 2022 verschoben. Mit knapp 1,7 Millionen Kinobesuchern wurden in Deutschland rund 16,7 Millionen Euro eingenommen.

## Rezeption
Die Deutsche Film- und Medienbewertung (FBW) stuft den Film als „besonders wertvoll“ ein. Er zeige „mit einem Augenzwinkern, einer genauen Beobachtungsgabe“ und mit Sensibilität die Unsicherheit und Verletzlichkeit von fünf Frauen in unterschiedlichen Lebensphasen. Die fünf einzelnen, lose verknüpften Erzählungen überzeugten allesamt. In der Jurybegründung heißt es, ein Film, der gesellschaftlich kontrovers diskutierte Themen wie Selbstoptimierung und Schönheitsideale mit Humor aufgreife, habe es nicht leicht.
Doch Herfurth wisse mit Leichtigkeit „virtuos auf der Klaviatur der Emotionen zu spielen“ und könne „das Potential entwickeln“, bei der Zielgruppe etwas zu bewirken. Darstellerisch hätten „vor allem Nora Tschirner als bissiger Kontrapart zu den normierten Charakteren“ sowie die kindlichen und jugendlichen Darsteller überzeugt.
Laut Axel Timo Purr auf Artechock traue sich der Film, durch Grenzüberschreitungen, derben Klamauk und die Darstellung von Körperlichkeit an den Grenzen zum Body-Horror feministische Verzweiflung auszudrücken. Herfurth dekonstruiere den Körper zu einem Schlachtfeld und nutze dieses Schlachtfeld anschließend, um zum Kampf aufzurufen. Purr hebt die Mitarbeit von Lena Stahl am Drehbuch hervor und setzt den Film in Beziehung zu Werken der Regisseurin Helke Sander. Mit Wunderschön manifestiere sich die Beschäftigung mit der Rolle der Frau als Schwerpunkt in Herfurths Schaffen als Filmemacherin.
Auszeichnungen
- Deutscher Filmpreis 2022

Beste Filmmusik (Annette Focks)
- Günter-Rohrbach-Filmpreis 2022

Preis des Saarländischen Rundfunks für Karoline Herfurth

## Fortsetzung
Im Februar 2025 kam die Fortsetzung mit dem Titel Wunderschöner in die deutschen Kinos. Karoline Herfurth führte wieder Regie und übernahm eine Hauptrolle. Emilia Schüle, Friedrich Mücke, Dilara Aylin Ziem und Nora Tschirner sind wieder Teil der Besetzung.

## Verweise
- Vorschau auf epd Film, (Warner Bros., 2:15 Minuten)
- Wunderschön bei filmportal.de
- Wunderschön bei IMDb